# Cornish rex
Cornish Rex je plemeno středně velké krátkosrsté kočky, vyšlechtěné ve Velké Británii.

## Vlastnosti
Tyto kočky jsou oblíbené pro svou sametově jemnou, vlnitou srst. Toto plemeno je velice přátelské, hravé a obratné. Kočky Cornish Rex nemají rády samotu, neustále vyžadují pozornost, rády se mazlí a chtějí být středem pozornosti. Skoro vůbec nelínají.

## Popis
Kočky mají velké, široké uši, oči jsou mandlového tvaru, nos je rovný a velký. Stavbou těla je Cornish Rex štíhlé, svalnaté postavy se zdánlivě vysokýma, rovnýma nohama. Hlava je středně velká, klínovitého tvaru a ocas dlouhý, na konci špičatý, pokrytý zvlněnou srstí. Zbarvení je jednobarevná, tabby, dvoubarevná, tříbarevná.

## Organizace uznávající Cornish Rex
- FIFé
- CFA
- TICA
- GCCF